# Klaus van Ackern
Klaus van Ackern (* 12. September 1941 in Essen) ist ein deutscher Anästhesist, ehemaliger Klinikdirektor und ehemaliger Dekan der Medizinischen Fakultät Mannheim der Universität Heidelberg. Er war zudem Mitgründer des von 2018 bis 2023 bestehenden medizinischen Onlinestudienanbieters  EDU.

## Leben
Klaus van Ackern studierte von 1962 bis 1968 Medizin an der Ruprecht-Karls-Universität Heidelberg und wurde 1969 mit der Dissertationsschrift Schock und Sauerstoffdefizit. Ein neues Schockmodell zum Dr. med. promoviert. Von 1968 bis 1972 arbeitete er als Stipendiat der Deutschen Forschungsgemeinschaft und als wissenschaftlicher Assistent am Institut für experimentelle Chirurgie der Universität Heidelberg (bei J. Schmier) sowie in Boston (USA). 1972 begann er die Ausbildung zum Facharzt für Anästhesie am Klinikum Mannheim der Universität Heidelberg (bei H. Lutz), die er 1975 abschloss. Im selben Jahr wurde er Oberarzt und habilitierte sich mit der Habilitationsschrift Beeinflussung der Kontraktilität des Warmblütermyocards durch verschiedene Narkotika.

## Wirken
Seine klinische Laufbahn führte ihn über München, wo er 1977 Leitender Oberarzt am Institut für Anästhesiologie der LMU und 1980 zum C3-Professor ernannt wurde, und Houston (USA) nach Lübeck, wo er am 1. Januar 1986 den Lehrstuhl für Anästhesiologie der dortigen Medizinischen Universität als Nachfolger von Johannes Eichler übernahm und das Lübecker Institut für Anästhesiologie erfolgreich ausbaute. 1989 trat er, einem Ruf als Ordinarius auf den Lehrstuhl für Anästhesiologie und Intensivmedizin der Fakultät für Klinische Medizin Mannheim der Ruprecht-Karls-Universität Heidelberg folgend, am Klinikum Mannheim die Stelle als stellvertretender ärztlicher Direktor und Nachfolger seines ersten Chefs an. Von 1991 bis 1999 und wiederum von 2001 bis 2011 war er Dekan der Fakultät für Klinische Medizin Mannheim der Universität Heidelberg. Während der Unterbrechung übte er die Funktion des Ärztlichen Direktors des Universitätsklinikum Mannheims aus. Er war außerdem bis April 2009 Ordinarius für Anästhesiologie und Intensivmedizin der Fakultät. In seiner Funktion als Dekan gelang es ihm mehrere Stiftungsprofessuren zu etablieren, das Zentrum für Medizinische Forschung (ZMF) aufzubauen, sowie ein Institut für computerunterstützte Medizin zu gründen.
Van Ackern war 1996 Präsident und 1997 Generalsekretär der Deutschen Gesellschaft für Anästhesiologie und Intensivmedizin (DGAI). Überdies ist
er seit vielen Jahren Sprecher des Konvents der Lehrstuhlinhaber für das Fachgebiet Anästhesiologie. Sein Engagement besonders um die Beziehungen zu osteuropäischen Anästhesisten wurde unter anderem durch die Ehrendoktorwürde der rumänischen Universität Cluj-Napoca (Klausenburg) und den Verdienstorden in Gold der Republik Polen gewürdigt.
Außerdem ist Ackern Teil des Gründungskollegiums der EDU Malta.

## Auszeichnungen und Verdienste
- Ehrendoktorwürde der Universität Klausenburg/Cluj-Napoca in Rumänien (1999)
- Verdienstorden in Gold der Republik Polen (2001)
- Bloomaulorden (2006)
- Ehrenmitglied der Deutschen Gesellschaft für Anästhesiologie und Intensivmedizin (2007)

## Veröffentlichungen (Auswahl)
- mit Wolfgang Schwarz und Jens-Peter Striebel: 50 Jahre Deutsche Gesellschaft für Anästhesiologie und Intensivmedizin. In: Jürgen Schüttler (Hrsg.): 50 Jahre Deutsche Gesellschaft für Anästhesiologie und Intensivmedizin. Tradition und Innovation. Unter Mitwirkung von Michael Goerig, Heike Petermann, Jochen Schulte am Esch und Wolfgang Schwarz. Springer-Verlag, Berlin 2003, ISBN 3-540-00057-7, S. 79–119.
- mit Jens-Peter Striebel: Fakultät für Klinische Medizin Mannheim der Universität Heidelberg: Institut für Anästhesiologie und Operative Intensivmedizin. In: Jürgen Schüttler (Hrsg.): 50 Jahre Deutsche Gesellschaft für Anästhesiologie und Intensivmedizin. Tradition und Innovation. Unter Mitwirkung von Michael Goerig, Heike Petermann, Jochen Schulte am Esch und Wolfgang Schwarz. Springer-Verlag, Berlin 2003, ISBN 3-540-00057-7, S. 500–508.